# Anthidium collectum
Anthidium collectum är en biart som beskrevs av Huard 1896. Anthidium collectum ingår i släktet ullbin och familjen buksamlarbin. Inga underarter finns listade.

## Beskrivning
Som de flesta medlemmar av släktet är arten svart med gula markeringar, främst på bakkroppen. De är emellertid tämligen begränsade hos denna art. Som hos många andra arter i släktet har hanen en framträdande, svart hårborste på undersidan av bakkroppen. Honan har en helt gul munsköld.

## Ekologi
Arten är en bergsart, men håller sig normalt till de lägre nivåerna. Den är en generalist som livnär sig på blommande växter från många olika familjer, som korgblommiga växter, strävbladiga växter, ärtväxter, kransblommiga växter, liljeväxter, blågullsväxter samt grobladsväxter.

### Fortplantning
Anthidium collectum är ett solitärt (icke samhällsbildande) bi där varje hona själv sörjer för sin avkomma. Bona förefaller konstrueras i gamla insekts- eller spindelgångar i marken, där honan bygger upp ett fåtal larvceller, klär dem med växthår och förser dem med näring i form av nektar och pollen, samt fyller igen gången med sand och småsten.

## Utbredning
Arten finns i västra USA, främst Kalifornien.